# Cómbita
Cómbita è un comune della Colombia facente parte del dipartimento di Boyacá.
L'istituzione del comune è del 3 giugno 1938.
È la città natale del ciclista Nairo Quintana.